# 90 Minuten nach Mitternacht
90 Minuten nach Mitternacht ist ein deutscher Kriminalfilm aus dem Jahre 1962. Unter der Regie von Jürgen Goslar spielen Christine Kaufmann, Martin Held und Christian Doermer die Hauptrollen.

## Handlung
Die 17-jährige Julie Elgin, ein verwöhnter Teenager aus gutbürgerlichem Hause, geht mit ihrem Freund Phil aus. An der Bowlingbahn bandelt die einem Flirt nicht abgeneigte Julie mit dem unscheinbaren Außenseiter Nolan Stoddard an. Prompt kommt es zum Streit zwischen dem jungen Paar. Julie steigt in den Wagen von Nolan, den sie nur flüchtig kennt, um Phil eifersüchtig zu machen. Stoddard ist ein verschrobener, verschlossener und unheimlich wirkender Typ. Beide fahren fort. Nolan nutzt die Gelegenheit und bringt Julie in seine Gewalt.
Unterwegs hält Nolan an und irritiert Julies Eltern mit anonymen und bedrohlich wirkenden Anrufen. Während der Fahrt versucht der junge Mann, Julies Interesse für ihn zu wecken. Doch sie zeigt ihm die kalte Schulter und macht ihm klar, dass er nur Mittel zum Zweck war. Diese Zurückweisung gibt Nolan den Rest. Mit Julie als seiner Geisel sieht er die Gelegenheit gekommen, sich für all die in der Vergangenheit erlittenen Demütigungen von Leuten wie der in seinen Augen hochnäsigen und versnobten Julie zu rächen. Er fordert von den Eltern ein Lösegeld. In einem abgelegenen Haus eines Segelklubs hält Norman Julie gefangen und versucht, sie zum Sex zu zwingen. Im letzten Moment trifft die Polizei ein und kann das Schlimmste verhindern. Julies Vater schießt auf Nolan, der tödlich getroffen wird.

## Produktionsnotizen
Die Uraufführung fand am 25. Oktober 1962 in mehreren deutschen Städten statt. Im Januar 1965 lief der Krimi unter dem Titel Terror After Midnight auch in den USA an. Am 24. Juli 1971 erlebte der Film im ZDF um 20.15 Uhr seine Erstausstrahlung im Fernsehen.
Die Romanvorlage, The Hours After Midnight, stammt von Joseph Hayes. Die Filmbauten entwarf Wolf Englert.
Für den nach 1937 nach Hollywood geflohenen Wolfgang Zilzer war 90 Minuten nach Mitternacht der erste deutsche Film seit seiner Rückkehr in die Bundesrepublik. Der nur äußerst selten für das Kino schreibende Orchestermusiker und Bandleader Bert Kaempfert gab hier seinen Einstand als Filmkomponist.

## Kritik
Das Lexikon des Internationalen Films schrieb: „Die farblose Gestaltung der Kriminalgeschichte läßt die ursprüngliche Problematik der Romanvorlage kaum noch erkennen.“